# Varzaqan
Varzaqan (persisch ورزقان) ist eine Stadt in der Provinz Ost-Aserbaidschan im Nordwesten des Iran. Im Jahr 2006 hatte Varzaqan hochgerechnet 48.112 Einwohner.